# Barbora Votíková
Barbora Votíková (Pilsen, 13 september 1996) is een voetbalspeelster uit Tsjechië.
Ze speelt sinds augustus 2021 als keepster bij Paris Saint-Germain en in het Tsjechisch vrouwenelftal.

## Statistieken
| Seizoen | Club                | Land      | Competitie | Wedstrijden | Doelpunten |
| ------- | ------------------- | --------- | ---------- | ----------- | ---------- |
| 2021/22 | Paris Saint-Germain | Frankrijk | FD1        |             |            |
| Totaal  | Totaal              | Totaal    | Totaal     | --          | --         |

Laatste update: sep 2021

## Interlands
Met Tsjechië O19 speelde Votíková voor de kwalificatie van het Europees kampioenschap voetbal vrouwen onder 19 - 2014 en het Europees kampioenschap voetbal vrouwen onder 19 - 2015.
Votíková speelt sinds oktober 2014 voor het Tsjechisch vrouwenelftal.

## Buiten het voetbal
Onder de naam Bára heeft Votíková een succesvol YouTube-kanaal, waarmee ze in de top-10 van Tsjechische YouTube-vloggers staat. Ook speelde ze mee in enkele Tsjechische films.
- Nationale Bibliotheek van Tsjechië: xx0237003
- Virtual International Authority File: 2427156253565408110003